# Ansambel Henček
Ansambel Henček, tudi Henček in njegovi fantje, je nekdanji slovenski narodnozabavni ansambel, ki ga je leta 1965 ustanovil Henrik Burkat »Henček«.
Svojo prvo ploščo so izdali leta 1967 Pod oknom, majhno ploščo s štirimi pesmimi.
Njihova posebnost je bila, da so v klasično narodnozabavno glasbo vpeljali zvoke popularne plesne glasbe (npr. skladbe rock'n'roll, boogie, ...) ter klasične zvoke harmonike, trobente in klarineta povezovali z zvokom bendža ter saksofona.
Nekatere uspešnice:
- »Polka, valček, rock & roll«
- »Daj vina gor«
- »Henčkov Abraham«
- »Metliška črnina«
- »Lepa mora bit'«
- »Didl Boogie Woogie«
- »Mamici za rojstni dan«
- »Sončna Dolenjska«
- »Slovenske lisičke«

## Diskografija
- Pod oknom (1967)
- Sončna Dolenjska (1967)
- Na travniku (1968)
- Četrtkov večer (1968)
- Janez na tvoje zdravje (1968)
- Kadar jaz na pvaninco grem (1968)
- Sred velkega oltarja (1969)
- Stari meh (1971)
- Po jezeru bliz' Triglava (1972)
- Vesela druščina (1973)
- Šmentana harmonika (1976)
- Polka, valček, rock'n'roll (1985) (ZKP RTV)
- Didl Boogie Woogie (1986) (ZKP RTV)
- Henček in njegovi fantje (1980) (RTB)
- Lepa mora bit' (1987) (ZKP RTV)
- Oj zdaj gremo - Henčkovih trideset (1997) (ZKP RTV)
- Zeleni možici (1986) (ZKP RTV)
- Henčku v spomin (2011) (ZKP RTV)